# Dalmore
Dalmore est une distillerie de whisky située dans la région des Highlands, au nord de l'Écosse.

## Histoire
Fondée en 1839 par Alexander Matheson, la distillerie est située sur les rives du Cromarty Firth, face à la fertile Black Isle.

## Toponymie
The Dalmore, vient du gaélique écossais qui signifie « Le grand champ » ; Dail signifie « terrain » et mor « grand ».

## Production
La plus grande partie de la production est utilisée dans les assemblages Whyte & MacKay et The Claymore.
Le reste dans les single malts The Dalmore, qui est l'une des rares distilleries à commercialiser de très vieux malts (50 ou 62 ans).

### Embouteillages officiels
1. The Dalmore Vintage 2006
2. The Dalmore Valour 40 %
3. The Dalmore Regalis 40 %
4. The Dalmore Luceo 40 %
5. The Dalmore Dominium 40 %
6. The Dalmore Cigar Malt 43 %
7. The Dalmore# The Dalmore 12 ans 40 %
8. The Dalmore Gran reserva 40 %
9. The Dalmore 15 ans 40 %
10. The Dalmore King Alexander III 40 %
11. The Dalmore Cabernet Sauvignon 1973 45%
12. The Dalmore 40 ans 40 %